# هری ویس
هری ویز (به انگلیسی: Harry Weese) متولد شهر اوانستون در ایلینوی شهرساز و معمار آمریکایی سبک بروتالیسم بود.
از آثار معروف او می‌توان برخی ساختمانهای کراون سنتر و بخصوص ایستگاههای متروی شهر واشنگتن دی. سی. را نام برد.